# Géza Szigritz
Géza Szigritz (18 de enero de 1907-12 de diciembre de 1949) fue un deportista húngaro que compitió en natación, especialista en el estilo libre. Ganó dos medallas en el Campeonato Europeo de Natación, plata en 1926 y bronce en 1927.

## Palmarés internacional
| Campeonato Europeo | Campeonato Europeo  | Campeonato Europeo | Campeonato Europeo |
| Año                | Lugar               | Medalla            | Prueba             |
| ------------------ | ------------------- | ------------------ | ------------------ |
| 1926               | Budapest ( Hungría) | Medalla de plata   | 4 × 200 m libre    |
| 1927               | Bolonia ( Italia)   | Medalla de bronce  | 4 × 200 m libre    |